# Амілін
IAPP (англ. Islet amyloid polypeptide) – білок, який кодується однойменним геном, розташованим у людей на короткому плечі 12-ї хромосоми. Довжина поліпептидного ланцюга білка становить 89 амінокислот, а молекулярна маса — 9 806.
| 10         |  | 20         |  | 30         |  | 40         |  | 50         |
| ---------- |  | ---------- |  | ---------- |  | ---------- |  | ---------- |
| MGILKLQVFL |  | IVLSVALNHL |  | KATPIESHQV |  | EKRKCNTATC |  | ATQRLANFLV |
| HSSNNFGAIL |  | SSTNVGSNTY |  | GKRNAVEVLK |  | REPLNYLPL  |  |            |

A: Аланін

C: Цистеїн

E: Глутамінова кислота

F: Фенілаланін

G: Гліцин

H: Гістидин

I: Ізолейцин

K: Лізин

L: Лейцин

M: Метіонін

N: Аспарагін

P: Пролін

Q: Глутамін

R: Аргінін

S: Серин

T: Треонін

V: Валін

Кодований геном білок за функцією належить до гормонів. Секретований назовні.

## Функції
Амілін відіграє важливу роль у регуляції метаболізму та енергетичного балансу організму.
Амілін секретується β-клітинами підшлункової залози разом з інсуліном у відповідь на прийом їжі  .
Він пригнічує постпрандіальну секрецію глюкагону з α-клітин підшлункової залози, що допомагає знизити рівень глюкози в крові після їжі  .
Сповільнює спорожнення шлунка, що уповільнює всмоктування поживних речовин, включаючи глюкозу  .
Пригнічує секрецію шлункової кислоти .
Діє як сигнал насичення, зменшуючи споживання їжі та розмір порцій  .
Впливає на центральну нервову систему, зокрема на стовбур мозку та гіпоталамус, щоб викликати відчуття ситості .
Сприяє зниженню маси тіла через вплив на апетит та метаболізм  .
Взаємодіє з іншими гормонами, такими як холецистокінін, лептин та естрадіол, для регуляції енергетичного обміну .
Може впливати на серцево-судинну систему та метаболізм кісткової тканини .
Бере участь у регуляції росту нирок та водно-сольового гомеостазу .
Таким чином, амілін є важливим нейроендокринним гормоном, що відіграє ключову роль у регуляції глюкози, апетиту та енергетичного балансу організму.

## Використання у медицині
Амілін та його аналоги мають значний потенціал для використання в медицині, особливо в лікуванні діабету та ожиріння. 
- Кагрілінтид є експериментальним лікарським засобом — аналогом аміліну тривалої дії. Тривають його дослідження для лікування ожиріння та діабету 2 типу в якості монотерапії, так і в комбінації із семаглутидом (препарат CagriSema).
- Праміліндид, аналог аміліну, використовується як антигіперглікемічний засіб у пацієнтів з діабетом 1 та 2 типу, які отримують інсулін під час прийому їжі [11].
- Амілін допомагає контролювати рівень глюкози після їжі, пригнічуючи секрецію глюкагону та сповільнюючи спорожнення шлунка [12].

- Монотерапія праміліндидом викликала значне, стійке та дозозалежне зниження ваги у пацієнтів з ожирінням [11].
- Комбінована терапія аміліном та лептином показала двозначне зниження ваги у пацієнтів з надмірною вагою та ожирінням [11].

- Дослідження на мишачих моделях хвороби Альцгеймера показали, що лікування аміліном зменшує нейрозапалення та покращує аномальні патерни експресії генів у корі головного мозку [13].

- Амілін проявляє інгібуючий вплив на активність остеокластів, що може мати потенційне застосування в лікуванні захворювань кісткової тканини [14].

- Амілін має судинорозширюючий ефект, що може бути корисним при серцево-судинних захворюваннях [14].
- Амілін показав здатність покращувати збереження пам'яті [14].

Хоча амілін демонструє багатообіцяючі результати в різних сферах медицини, необхідні подальші дослідження для повного розуміння його терапевтичного потенціалу та довгострокових ефектів .